# Patxi Saez Beloki
Patxi Saez Beloki (Beasain, 8 marzo 1964) è un linguista-sociolinguista spagnolo e basco, membro della Regia Accademia della Lingua Basca (Euskaltzaindia).
È laureato in Scienze Sociali e dell'Informazione ed è Specializzato in Pianificazione Linguistica presso Università dei Paesi Baschi.

## Il Paradigma del Carretto
Il 12 febbraio 2016, a Bilbao, presso la sede ufficiale della Real Accademia della Lingua Basca, davanti a più di un centinaio di accademici, ricercatori e specialisti della lingua basca, ha presentato per la prima volta il Paradigma del Carretto, chiamato anche il Paradigma del Bisogno Naturale.
Il Paradigma del Carretto propone un nuovo paradigma sociolinguistico per la rivitalizzazione delle lingue minoritarie. Si tratta di un archetipo o modello teorico che articola il carretto della rivitalizzazione della lingua su due ruote motrici —quella dell'acquisizione della lingua e quella del suo utilizzo— che girano contemporaneamente sullo stesso asse alimentandosi a vicenda. La forza trainante del carretto di rivitalizzazione della lingua è la necessità vitale e funzionale di utilizzare la lingua come strumento di comunicazione sociale per soddisfare i bisogni umani. Così, il costrutto teorico del Paradigma del Carretto è interconnesso con la Piramide di Maslow o gerarchia dei bisogni umani.
Secondo questo quadro teorico, la rivitalizzazione linguistica di qualsiasi lingua deve iniziare con l'attenzione e la soddisfazione, in primo luogo, dei bisogni umani più elementari e primitivi di una comunicazione efficace e affettiva dell'individuo (come i rapporti madre-figlio e familiari, nonché i rapporti più intimi di amicizia e di comunione). Dopo aver soddisfatto i bisogni vitali di comunicazione della prima socializzazione dell'individuo, la rivitalizzazione linguistica deve concentrarsi sui bisogni naturali di comunicazione della seconda socializzazione, come l'educazione e la culturalizzazione dell'individuo, in cui intervengono agenti socializzanti importanti come la scuola e i media, con un ruolo molto rilevante per Internet e i social network. Infine, secondo il Paradigma del Carretto, l'attività umana per eccellenza, strettamente legata all'evoluzione sociale e trasversale a tutti i bisogni umani, è il lavoro. Con il lavoro, dal bisogno umano più primitivo, come il bisogno vitale di cibo, a quello più complesso o sofisticato, come l'autorealizzazione dell'essere umano, situato in cima alla Piramide di Maslow, viene soddisfatto. Pertanto, il recupero effettivo di qualsiasi lingua, come strumento di comunicazione sociale, culmina nella normalizzazione della lingua nel lavoro, attività centrale dell'organizzazione sociale dell'individuo.